# Museo croata de Arte Naïf
El Museo croata de Arte Naíf ( en croata: Hrvatski muzej naivne umjetnosti ) es un museo de bellas artes en Zagreb, Croacia, dedicado al trabajo de artistas naíf del siglo XX. Los fondos del museo consisten en más de 1.900 obras de arte: pinturas, esculturas, dibujos y grabados, principalmente de croatas, pero también de otros artistas internacionales de renombre en el género.
De vez en cuando, el museo organiza exposiciones temáticas y retrospectivas de artistas naíf, encuentros de expertos y talleres didácticos y ludotecas.
El museo se encuentra en la primera planta del Palacio Raffay, del siglo XVIII, de 350 metros cuadrados, en Gornji Grad, en Sv. Ćirila i Metoda 3.

## Historia
El 1 de noviembre de 1952 se fundó en Zagreb la Galería de Arte Campesino (Seljačka umjetnička galerija).  En 1956 pasó a llamarse Galería de Arte Primitivo (Galerija primitivne umjetnosti), y entonces formaba parte de las Galerías Municipales de Zagreb (hoy Museo de Arte Contemporáneo de Zagreb). Desde 1994, de acuerdo con una decisión del Parlamento croata, su título es el de Museo Croata de Arte Naíf. Desde el principio, el establecimiento se organizó y dirigió según estrictos principios museológicos, y se considera el primer museo de arte naíf del mundo. Según el Ministerio de Cultura de Croacia, estos principios incluyen: la recogida sistemática, la preservación, la restauración, la conservación, la presentación y la protección permanente de los objetos del museo.
Desde 1997, el museo ha emprendido numerosas iniciativas pedagógicas. Desde 2002, el museo se ha concentrado en la divulgación a las escuelas y al público estudiantil y ha intensificado la enseñanza cada año en el periodo que precede al día internacional de los museos, el 18 de mayo. Para este día, el museo organiza exposiciones educativas, talleres y folletos dirigidos al público más joven con el fin de educar y aumentar las visitas al museo.

## Arte naíf en Croacia
El arte naíf o primitivo es un segmento distinto del arte del siglo XX. En Croacia, el arte naíf se vinculó al principio con las obras de los campesinos y trabajadores, hombres y mujeres comunes, de los cuales los más exitosos, con el transcurso del tiempo, se convirtieron en artistas profesionales. El arte naíf asume el trabajo de artistas más o menos autodidactas, pintores y escultores sin formación artística formal, pero que han alcanzado un estilo creativo propio y un alto nivel artístico. Un estilo individual identificable y una naturaleza poética distinguen al Naíf de otros pintores y escultores "aficionados", y del artista autodidacta en general. La vista de un artista naíf generalmente mostrará proporciones y perspectivas inusuales, y ciertas faltas de lógica en la forma y el espacio. Tales características son la expresión de una imaginación creativa libre, de manera similar a otros movimientos artísticos del siglo XX como el simbolismo, el expresionismo, el cubismo y el surrealismo .
En Croacia, el arte naíf también se considera un movimiento democrático, ya que demuestra que cualquiera puede crear arte que valga la pena, independientemente de su formación. Dentro de estas formas de arte, las cualidades emotivas de las obras suelen ser más visibles que cualquier forma de lógica o razón imperante. Los temas más comunes son: "la alegría de vivir", "la naturaleza olvidada", "la infancia perdida" y "el asombro ante el mundo". Sin embargo, el arte naíf no sólo refleja aspectos positivos de la vida, y también se pueden encontrar temas oscuros y trágicos dentro del género.
El arte naíf apareció por primera vez en Croacia a principios de la década de 1930, cuando el Pabellón de Arte de Zagreb presentó una exposición de la asociación de artistas titulada País (Zemlja) el 13 de septiembre de 1931. De los artistas expuestos, dos destacaron especialmente: Ivan Generalić, que mostró tres dibujos y nueve acuarelas, y Franjo Mraz, que expuso tres acuarelas. Los artistas trataron de demostrar que el talento no sólo reside en ciertas clases sociales o privilegios y comenzaron la asociación con el arte naíf y las pinturas de pueblos o de artistas del campo en lugar de las ciudades. Los temas del arte naíf croata se ramificaron en la década de 1950, pasando de los pueblos a los "clásicos personales", que incluían monumentos y objetos arquitectónicos, y abrieron un periodo conocido como "arte primitivo moderno".

## Colecciones
El Museo Croata de Arte Naíf alberga más de 1.900 obras de arte: pinturas, esculturas, dibujos y grabados. De ellas, se exponen unas 80 piezas, que abarcan desde principios de la década de 1930 hasta la de 1980. La atención se centra en los artistas croatas, de la célebre escuela de Hlebine, y en algunos de los artistas independientes más valorados. Además, también se exponen obras de importantes artistas de otros países.
La colección presenta a los primeros maestros de la escuela de Hlebine, con obras que comienzan en la década de 1930. El célebre Ivan Generalić fue uno de los primeros pintores naíf de Croacia en desarrollar un estilo creativo distintivo y alcanzar un alto nivel profesional en su arte. Otros artistas de la primera generación de la escuela de Hlebine son Franjo Mraz, contemporáneo de Generalić, y Mirko Virius, que alcanzó la fama unos años más tarde. Las esculturas en piedra de Lavoslav Torti, y las de madera de Petar Smajić son los primeros ejemplos de escultura naíf croata.
Durante la década de 1930, predominan los temas sociales, y el realismo rural se refleja en los primeros temas y en los estilos más descarnados. Las obras posteriores muestran un paisaje más idealizado que debe más a la imaginación que al paisaje exterior. La obra de la segunda generación de artistas de la Escuela de Hlebine, como Ivan Večenaj, y Mijo Kovačić data de los años 50 y 60, e incluye figuras burlescas y grotescas, así como obras inspiradas en temas bíblicos, con un fuerte uso del color. El pintor Ivan Lacković Croata, conocido por sus escenas crepusculares y sus característicos y melancólicos paisajes alargados, está considerado como uno de los dibujantes más brillantes y notables del arte naíf.
La colección también incluye la obra de artistas independientes como Ivan Rabuzin, que a finales de la década de 1950-1960 creaba obras de lirismo con abstracción y estilización sistemáticas. La obra de Emerik Feješ es un ejemplo del Naíf urbano, con temas exclusivamente de escenas urbanas y arquitectura caracterizados por la composición geométrica y el uso vivo y expresivo del color. Matija Skurjeni, otro distinguido artista, creó obras de fantasía con paisajes líricos con poderosas distorsiones.
Entre los artistas representados en la colección permanente se encuentran:
Artistas croatas
| - Eugen Buktenica (1914–1997) - Emerik Feješ (1904–1969) - Dragan Gaži (1930–1983) - Ivan Generalić (1914–1992) - Josip Generalić (1936–2004) - Drago Jurak (1911–1994) - Mijo Kovačić (born 1935) - Ivan Lacković Croata (1931–2004) - Martin Mehkek (1936–2014) | - Franjo Mraz (1910–1981) - Ivan Rabuzin (1921–2008) - Matija Skurjeni (1898–1990) - Petar Smajić (1910–1985) - Slavko Stolnik (1929–1991) - Lavoslav Torti (1875–1942) - Ivan Večenaj (1920–2013) - Mirko Virius (1889–1943) |

Artistas de otros países
| - Enrico Benassi (1902–1978) - Erik Bödeker (1904–1971) - Ilija Bašičević (1895–1972) - Willem Van Genk (1927–2005) - Pietro Ghizzardi (1906–1986) - Pavel Leonov (1906–1986) - Sofija Naletilić Penavuša (1913–1994) | - Vangel Naumovski (1924–2006) - Nikifor (1895–1968) - Sava Sekulić (1902–1989) - Milan Stanisavljević (1944) - Germain Van der Steen (1897–1985) - Simon Schwartzenberg (1895–1990) |

## Exposiciones especiales
El Museo organiza exhibiciones temáticas especiales que se enfocan en artistas individuales o para resaltar aspectos específicos del arte naíf. Exposiciones recientes de este tipo han incluido "Maestros extranjeros en la colección", "Skurjeni desconocido" e "Ivan Lacković / Experimentos artísticos".
Además de las exhibiciones temáticas en el museo, se organizan exhibiciones itinerantes en otros lugares dentro de Croacia y en el extranjero para llegar a un público más amplio. Las obras de arte de los fondos del museo se exhibieron recientemente en Japón (2006),  Italia (2002),  EE. UU. (2000), y Eslovaquia (2000). Se estima que más de 200.000 visitantes asistieron a estos espectáculos internacionales.

## Otras lecturas
- Križić, Nada (1982). «Prvi muzej naivne umjetnosti u svijetu : uz tridesetogodišnjicu rada i postojanja Galerije primitivne umjetnosti u Zagrebu». Informatica Museologica (en croata) 13 (1–2). Consultado el 8 de febrero de 2019.